# ثورة فبراير (1917)
ثورة فبراير (بالروسية: Февральская революция)‏ عام 1917 كانت الأولى من اثنتين من الثورات في روسيا في عام 1917. بدأت في 8 مارس وانتهت في 12 من نفس الشهر وكانت أول نتيجة لها إلغاء نظام القيصر نيقولا الثاني وإلغاء الامبراطورية الروسية ومعها حكم عائلة رومانوف. حلت الحكومة الروسية المؤقتة بقيادة الأمير غيورغي لفوف غير الشيوعية محل القيصر. بعد الضجة التي حدثت أيام تموز/يوليو، خلف لفوف ألكسندر كيرينسكي. الحكومة المؤقتة كانت عبارة عن تحالف بين الليبراليين والاشتراكيين الذين ارادوا ان تفتعل الإصلاح السياسي، وخلق جمعية تأسيسية تنفيذية منتخبة ديمقراطيا.
هذه الثورة على ما يبدو خرجت من تلقاء نفسها، من دون أي قيادة حقيقية أو تخطيط رسمية. التوترات التي حدثت خلال فترة طويلة فجرت ثورة، ومدينة بتروغراد (سان بطرسبرغ قبل الحرب العالمية الأولى) أصبحت بؤرة النشاط.
أعقب ثورة فبراير في العام نفسه ثورة أكتوبر، وذلك بقيادة البلاشفة في روسيا وتغيير البنية الاجتماعية، ومهدت الطريق لاتحاد الجمهوريات الاشتراكية السوفياتية. شكلت الثورتان تغيرا في تركيبة البلد: أطاحت أولا بالقيصر، وثانيا اسست شكل جديد للحكومة.

## الأسباب على المدى الطويل
على الرغم من وقوعها في ذروة الحرب العالمية الأولى، تتبعت ثورة فبراير جذورها إلى ما هو أبعد من الآثار المباشرة للحرب. وفي طليعة ذلك فشلت الإمبراطورية الروسية، طوال القرن 19، في تحديث هياكلها الاجتماعية والاقتصادية والسياسية البالية. من بين المشاكل الرئيسية التي واجهت روسيا في العقود التي سبقت ثورة فبراير:
- عدم كفاءة، الهيكل السياسي الاستبدادي، من تعقيد محاولات الإصلاح [3]
- طبقة ساحقة من السكان تعيش في المناطق الريفية و 83 ٪ هم من الفلاحين في عام 1897 [4]
- التخلف الاقتصادي والتكنولوجي بالنسبة لأوروبا الغربية [3]
- نمو أحزاب المعارضة، والذي من شأنه أن يشكل تهديدا للحكومات التي لا تبدو أنها تمثل الشعب
- جيش عفا عليها الزمن وغير منظم[5]
- بيروقراطية فاسدة [6]

من هذه الشروط ينبع التحريض الكبير في أوساط الفلاحين، وكذلك طبقات العمال الصغيرة والطبقة المهنية. هذا التوتر قد تفجر مع قيام الثورة عام 1905، وذلك مرة أخرى تحت وطأة الحرب الشاملة في عام 1917.

## الأسباب على المدى القصير
ثورة فبراير لعام 1917، حدثت بسبب الإخفاقات العسكرية الروسية خلال الحرب العالمية الأولى وبسبب الاستياء العام من الطريقة التي كانت تدار بها البلاد، والتي كانت تديرها زوجة القيصر الكسندرا فيودوروفنا ووزراء القيصر نيقولا، الذين كانوا يعملون لسلطته في حين أنه كان بعيداً في مقر قيادة الجيش باسم القائد العام للقوات المسلحة.[بحاجة لمصدر] عدم وجود قيادة قوية يتجلى ذلك في برقية من الأكتوبري السياسي ميخائيل رودزيانكو إلى القيصر يوم فبراير 1917، حيث طلب دولة قوية ووزارة قادرة.[بحاجة لمصدر]
الكثير من التوتر سببه افتراض الشخصية للقيادة العسكرية التي يقوم بها القيصر. مشاركته في الحرب كان ينظر إليها على أنها السبب الجذري لأكثر المشاكل (الاقتصادية أساسا) التي تواجه روسيا داخليا. رابطة القياصرة مع الحرب التي لا تحظى بشعبية لم تؤد إلا إلى مزيد من التفاقم. [بحاجة لمصدر]
حاصر الجدل نفوذ جريجوري راسبوتين بين العائلة المالكة الروسية، خصوصا مع تكهنات حول علاقته مع زوجة القيصر. لهذا، في نهاية المطاف اغتيل راسبوتين على أيدي أفراد من العائلة المالكة. وعلاوة على ذلك، تراث الكسندرا الألماني، جعلها على صورة لا تحظى بشعبية لرومانوف في بتروغراد في حين أن روسيا كانت في حالة حرب مع ألمانيا. [بحاجة لمصدر]
في أغسطس 1914، جميع الأحزاب السياسية (وبصرف النظر عن المناشفة والبلشفية) دعمت مشاركة روسيا في الحرب العالمية الأولى، باعتبارها جزءا من الحلف الثلاثي. بعد انتصارات أولية قليلة، واجهت جيوش القيصر عدد من الهزائم الخطيرة جدا، لا سيما في بروسيا الشرقية. أكثر من 1,700,000 من الجنود الروس قتلوا، واصيب 5,900,000. [بحاجة لمصدر] نشأت حركات التمرد في كثير من الأحيان، والروح المعنوية عند أدنى مستوياتها، الضباط والقادة كانوا في بعض الأحيان غير كفوئين. ذهبت بعض الوحدات إلى خط المواجهة مع ذخيرة لا تتفق مع الأسلحة. أكثر من 140,000 حالة تيهان وقعت في عام واحد فقط. [بحاجة لمصدر] خسائر روسيا الكبيرة ناجمة جزئيا عن المصانع الغير منتجة، وعدم كفاية نظام السكك الحديدية، والخدمات اللوجستية الضعيفة عموما. [بحاجة لمصدر]
على صعيد الجبهة الداخلية، المجاعة كانت تلوح في الأفق، والسلع أصبحت شحيحة. الاقتصاد الروسي، الذي قد شهدت واحدا من أعلى معدلات النمو في أوروبا، وقد منع عن أسواق القارة من جراء الحرب. مجلس الدوما (مجلس النواب بالبرلمان)، يتألف من النواب الليبراليين، حذروا القيصر نيقولا الثاني من الخطر الماثل، ونصحوه لتشكيل حكومة دستورية جديدة، مثل ذلك الذي كان قد حل بعد بعض المحاولات القصيرة الأجل في أعقاب عام ثورة عام 1905. تجاهل القيصر نصيحة الدوما.

## الفعاليات
في فبراير 1917، كان لدى الروس دوافع عديدة لقيام انتفاضة شعبية: كانت روسيا في غمرة الشتاء القارس، كان هناك افتقار فيما يتعلق بالأغذية، والكسل العام نحو الحرب، في خضم أزمة اقتصادية بارزة. في بداية فبراير، بدأ عمال بتروغراد عدة إضرابات ومظاهرات. يوم 22 فبراير أعلن عمال بوليتوف، أكبر محطة صناعية، الإضراب. [بحاجة لمصدر] على الرغم من بعض الاشتباكات مع قوات القيصر، لم يصب أحد بأذى في يوم الافتتاح. تعرض المضربون لإطلاق النار، وأغلقت بعض المتاجر أبوابها، مما أدى إلى حدوث مزيد من الاضطرابات في محطات أخرى. في اليوم التالي، عقدت سلسلة من الاجتماعات والمسيرات في اليوم الدولي للمرأة، الذي تحول تدريجا إلى تجمعات اقتصادية وسياسية. نظمت مظاهرات للمطالبة بالخبز، وكانت مدعومة من القوة العاملة الصناعية التي اعتبرهتا سببا لاستمرار الضربات. بحلول 25 فبراير، تقريبا كل المشاريع الصناعية في بتروغراد قد أغلقت، جنبا إلى جنب مع العديد من المناطق التجارية ومؤسسات الخدمات. [بحاجة لمصدر] الطلاب والعمال ذوي الياقات البيضاء انضموا إلى المعلمين العاملين في الشوارع والاجتماعات العامة. [بحاجة لمصدر] في الشوارع، ظهرت لافتات حمراء وردد المتظاهرون "تسقط المرأة الألمانية! فلتسقط بروتوبرف! فلتسقط الحرب! 
اشتباكات مع الشرطة، الذين وجدوا أنه من المستحيل السيطرة على الحشود، أسفرت عن سقوط العديد من الضحايا من كلا الجانبين، والمتظاهرين أنفسهم عن طريق النهب المسلح على مقر الشرطة. في 25 فبراير، بعد ثلاثة أيام من أعمال الشغب، أرسل القيصر كتيبة كبيرة من الجنود إلى المدينة لقمع الانتفاضة. [بحاجة لمصدر] على الرغم من أن الجنود الذين قتلوا العديد من المتظاهرين، نما تدريجيا تعاطف مع الحشود، وفر الضباط للانضمام إلى المحتجين. وبالإضافة إلى ذلك ساعد الجنود في تسليح الثورة، والعديد منهم سرعان ما أطلق النار على الشرطة التعساء، الذين سرعان ما استسلموا وانضموا إلى المظاهرات أيضا. [بحاجة لمصدر]

### القيصر في العودة والتنازل
ميخائيل رودزيانكو، رئيس مجلس الدوما، أرسل إلى القيصر تقرير عن الفوضى في برقية:

العاصمة في حالة فوضى. الحكومة غير قادرة على فعل أي شيء، وخدمات النقل معطلة وامدادات الغذاء والوقود وغير منظمة تماما. هناك إطلاق نار في الشوارع. ومن الملح ان يتم تشكيل حكومة جديدة. يجب ألا يكون هناك أي تأخير. التردد سيكون فادحا.

فكتب نيكولاس برقية بعث بها إلى زوجته في 27 فبراير، مدعيا "مرة أخرى، أن كتب رودزيانكو البدين لي حمولة من الهراء، والتي لن تكلف نفسها عناء للرد عليها. [بحاجة لمصدر] ولكن عندما سمع القيصر أن أولاده، بما في ذلك اليكسي تسارفتش تعرض الحصبة [بحاجة لمصدر]، قال انه استقل القطار إلى بتروغراد في 1 مارس. وكان للقطار تعليمات لتحويل مجموعة من القوات غير الموالية. عندما وصل القيصر أخيرا إلى وجهته، اقترح قادة الجيش ووزرائه المتبقين (أولئك الذين لم يفروا يوم 28 فبراير تحت ذريعة وجود السلطة) وفي انسجام تام، ان يتنازل عن العرش. فعل ذلك يوم 2 مارس، نيابة عن نفسه وابنه، تسارفتش. رشح نيكولاس شقيقه، الدوق مايكل الكساندروفيتش، خلفا له. ولكن الدوق الأكبر أدرك أنه دوره كان قليلا كحاكم، حتى أنه رفض ولي العهد، مشيرا إلى أنه سيعتبر إلا إذا كان هذا الإجماع العام لحكومة منتخبة. [بحاجة لمصدر] 22 مارس 1917، نيكولاس، لم يعد القيصر وجهها بازدراء من قبل الحراس بأنه "نيكولاس رومانوف"، التأم شمله مع عائلته في قصر الكسندر في تساركو سيلو. وضع قيد الإقامة الجبرية مع عائلته من قبل الحكومة المؤقتة.
تشكلت حكومة مؤقتة بناء على مبادرة من الكسندر شوشخوف التقدمي، وتولى السيطرة على جهاز الدولة الروسية، ولكن الاشتراكيين شكلوا أيضا سوفييت بتروغراد (أو مجلس العمال). تنافس سوفييت بتروغراد والحكومة المؤقتة على السلطة في روسيا.

## الحكومة المؤقتة وسوفيات بتروغراد
الأثر الفوري لثورة فبراير كان الجو على نطاق واسع من الغبطة والإثارة في بتروغراد. بين فبراير وأبريل، تعاونت الحكومة المؤقتة، التي حلت محل القيصر، بنجاح مع سوفييت بتروغراد. وقد سهلت هذه الروح الايجابية في جميع أنحاء العاصمة، جنبا إلى جنب مع الصليب الكبير، أكثر من عضوية بين الهيئتين. وهناك توافق عام في الآراء لمنع الفوضى أيضا دفع علاقة بناءة. هذا الترتيب أصبحت تعرف باسم «السلطة المزدوجة». ومع ذلك، تم التأكيد على التفوق العملي للسوفييت بتروغراد في أقرب وقت 1 مارس، عندما أصدر سوفييت بتروغراد الأمر رقم 1 :

جميع الأوامر الصادرة عن اللجنة العسكرية التابعة لمجلس دوما الدولةالحكومة المؤقتة يجب أن تنفذ، باستثناء تلك التي تتعارض مع الأوامر والمراسيم الصادرة عن الاتحاد السوفيتي "

الأمر رقم 1 وبالتالي التأكد من أن السلطة المزدوجة وقعت في ظروف السوفياتي. كما أن الحكومة المؤقتة لم يكن علنا هيئة منتخبة (بعد أن نصبت نفسها بنفسها عن طريق لجنة من أعضاء مجلس الدوما القديم)،  إلا أنها تفتقر إلى الشرعية السياسية للمسألة على هذا الترتيب.
الحكومة المؤقتة في البداية كان يرأسها الأرستقراطي الليبرالي، غيورغي لفوف، عضو في الحزب الدستوري الديمقراطي (كي دي). تنحى عن السلطة بعد اضطرابات ايام يوليو. خلفه في الثورة الاجتماعية، ألكسندر كيرينسكي. أعلن كيرينسكي حرية التعبير، وأطلق سراح الآلاف من السجناء السياسيين، وبذل قصارى جهده للحفاظ على المشاركة الروسية في الحرب العالمية الأولى، لكنه واجه تحديات عديدة، معظمها تتعلق بالحرب:
- كانت هناك بعض الخسائر العسكرية التي لا تزال ثقيلة جدا التي تمر بها على الجبهة.
- الجنود كانوا غير يرفضون الخدمة (على الرغم من، عندما يعودون إلى المنزل، كانوا عموما إما في السجن أو أرسلوا إلى الجبهة مرة أخرى).
- جماعات سياسية أخرى تبذل قصارى جهدها لتقويضه.
- كانت هناك حركة قوية لصالح وقف مشاركة روسيا في الحرب، التي كان ينظر إليها على أنها تستنزف البلاد، وكثير من الذين كانوا في البداية أنه يؤيد الآن يريد الخروج.
- كان هناك نقص شديد في الغذاء والإمدادات، والتي كان من الصعب جدا لعلاج في ظروف الحرب.
- جميع الأسباب المذكورة أعلاه تم تسليط الضوء على أيدي الجنود والعمال والفلاحين في المناطق الحضرية، الذي ادعى أنه لم يتحقق التي اكتسبتها ثورة شباط / فبراير. كان من المتوقع أن يفي كيرينسكي بوعوده للوظائف، والأراضي، والمواد الغذائية تقريبا غير كاقية، ولكنه فشل في القيام بذلك.

للضغط على الحكومة، دعا سكان استونيا، في 26 مارس، لمظاهرة ضخمة مع 40,000 من المشاركين (بما في ذلك 12-15,000 الجنود) حيث ثلاث ألوان الأزرق والأسود والأبيض كانوا يلوحون. أكدت الحكومة المؤقتة إعطاء السلطة المحلية في استونيا في 30 مارس، 1917.
فلاديمير لينين، المنفى في سويسرا المحايدة، وصل في بتروغراد يوم 3 ابريل. بدأ على الفور لتقويض الحكومة المؤقتة، وإصدار رسائل نيسان الشهر المقبل. هذه الأطروحات كانت في صالح «الانهزامية الثورية»، بدلا من «الحرب الامبريالية» (الذي «ربط العاصمة» يجب البرهنة للجماهير) والاجتماعية «الشوفينيون» (مثل جورجي بليخانوف جد الاشتراكية الروسية)، الذي أيد حرب. لينين أيضا سيطر على الحركة البلشفية، والتي طفت على السطح البروليتاريا ضد الحكومة مع شعارات بسيطة ولكنها ذات مغزى مثل «السلام والخبز والأرض»، «اوقفوا الحرب»، «كل السلطة للسوفيات» و«جميع الأراضي إلى الفلاحين». أخيرا، أعلن عن إنشاءمؤتمر جديد ليحل محل مؤتمر زيمرلاند.
في البداية، لم يكن للينين ولا لأفكاره تأييد واسع النطاق. في يوليو، رفضت حامية بتروغراد متابعة خطط الجيش لمواصلة الحرب ضد ألمانيا، فحاول لينين استخدام التمرد وترتيب انقلاب بلشفي. كان لكيرينسكي ما يكفي من الدعم لوقف الاضطرابات. مواجها المنفى من جديد، لينين هرب إلى فنلندا. ومع ذلك، سوفيات بتروغراد (وغيرها من الحركات الاشتراكية، ومقرها في جميع المدن الكبيرة) عموما معارضة للحكومة المؤقتة ورئيس وزرائها، كيرينسكي وجد اثنين من المعارضين هائلين في السوفيات والبلاشفة..
مشكلة أخرى لكيرينسكي تنشأ عندما حاول القائد العام للقوات المسلحة التابعة للجيش، الجنرال لافر كورلينوف، الاستيلاء على السلطة عن طريق المسيرة مع الجيش نحو بتروغراد. طلب كيرينسكي الماعدة من السوفيات والبلاشفة. دعا السوفيات المتطوعين، «الحرس الأحمر» الذي أسسه تروتسكي. الدعاية من قبل الثوريين أدلت إلى فقد كورنيلوف دعم قواته وجزء كبير من الجمهور، الذي يخشى من أنه سيسعى لاستعادة القيصر. عانى جيش كورنيلوف من أعمال التخريب والفرار، واستسلم مباشرة عندما وصل إلى بتروغراد. كيرينسكي غير قادر على التعامل مع المشاكل التي تواجه روسيا. الضغط من اليمين (مثل اولئك الذين وراء قضية كورنيلوف) ومن اليسار (أساسا البلاشفة) ومن الحلفاء (لمواصلة الحرب ضد ألمانيا) وضع الحكومة تحت ضغط متزايد. الصراع بين الحكومة الثنائية صار واضحا، وفي نهاية المطاف النظام والسلطة المزدوجة التي تشكلت بين سوفييت بتروغراد وبتحريض من الحكومة المؤقتة للثورة فبراير استعيض عنه في ثورة أكتوبر.

## وصلات خارجية
- ليون تروتسكي